# 蔓五月茶
蔓五月茶（学名：Antidesma ambiguum）为大戟科五月茶属下的一个种。

## 扩展阅读
- 維基物種上的相關：蔓五月茶